# 2003年布米爾達斯省地震
2003年布米爾達斯省地震是一場於2003年5月21日發生的6.8 Mw級強烈有感地震，震央位在該省一小鎮Thénia，距離首都阿爾及爾東部約60公里。這是阿爾及利亞20年來最強烈的一場地震，當時芮氏規模達7.3級的強震共造成3500多人喪生。
政府的救災不利在災區引起廣大民怨和輿論的批評 ，第十屆泛阿拉伯運動會也因地震而延後一年舉行。